# Tábori Iván

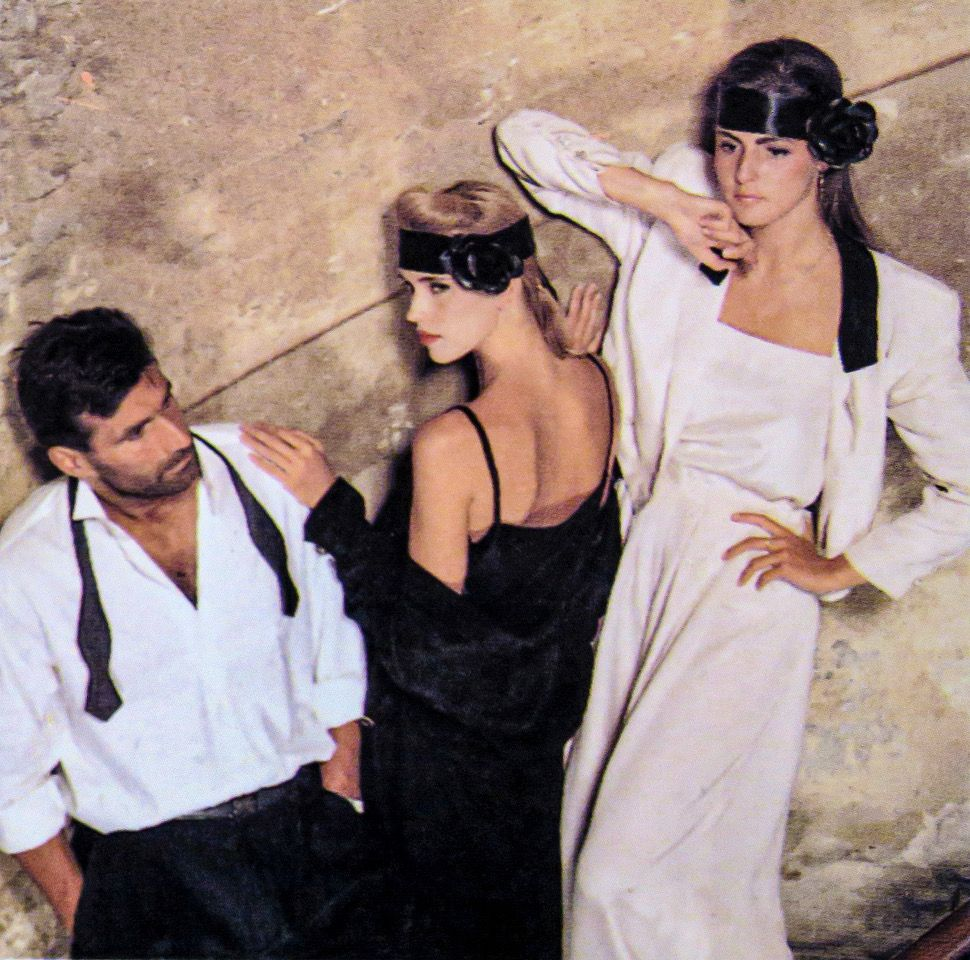
Tábori Iván, Liebhaber Judit és Prokopp Dóra

Tábori Iván, (Dr. Tábori Iván) (Ózd, 1954. november 7. –) modell, manöken, műsorvezető, mediátor. A Playboy reklámarca volt.
.

## Élete
Tábori Iván a 80-as és 90-es évek férfimanökenje. A magyarországi Playboy reklámarca volt, 1990-ben óriásplakátokon, illetve a Wrangler, a Marlboro, és egyéb neves márkák arcaként is láthattuk plakátokon, reklámfilmekben. Több címlapon és egyéb kiadványokon is szerepelt.
Édesapja válogatott rúdugró és magasugró volt. Tábori Iván fiatal volt, amikor az Ózd NB II-es focicsapatában játszott, majd a Hungária ugrócsoport tagjaként világjáró akrobata lett. 
Jogi egyetemet végzett, amikor tanulmánya alatt pénzkeresési lehetőséget keresett. Az Astoria szállóban takarító is volt, majd egy olasz cég fürdőruha bemutatójára került a BNV-n, modell ismerőse tanácsára. Tíz évig egy német sportkatalógusnak is dolgozott, bejárt több országot. Divatbemutatókon rendszeresen vett részt Magyarországon és külföldön. 
Több mint 10 évig volt keresett manöken. 
A 90-és évek elején az MCD lemezkiadó tulajdonosaként 3 évig a GRP amerikai lemeztársaság képviselőjeként koncerteket szervezett (Herbie Hancock, Debora, Special EFX, stb.) és emellett magyar zenész karrierek elindításában (FLM, Pierott) komoly szerepe volt. 
Ezután az első kereskedelmi TV csatornánál (TOP TV) jazz műsort szerkesztett és vezetett (ÉjfeliJazz).
2000-től 2011-ig pénzügyi területen dolgozott.
2016-ban a Pázmány, PPKE, egyetemen mediátor diplomát is szerzett. 
Két lánygyermek édesapja.

## Fotósai voltak
Például Rákoskerti László, Lengyel Miklós fotóművészek.